# شهادة محترف أمن نظم المعلومات (CISSP)
شهادة محترف أمن نظم المعلومات (CISSP) هي شهادة مستقلة في أمن المعلومات يمنحها الاتحاد الدولي لشهادات أمن نظم المعلومات، والمعروف أيضا باسم (ISC) ².
حتى تاريخ 1 يناير 2021، هناك 147,591 عضوًا (ISC) ² يحملون شهادة (CISSP) في جميع أنحاء العالم.
في يونيو 2004 ، اُعْتُمِدَت شهادة الـCISSP بموجب معيار ANSI ISO / IEC 17024: 2003 . كما تمت الموافقة عليها رسميًا من قبل وزارة الدفاع الأمريكية (DoD) في فئات تقنية ضمان المعلومات (IAT)، وإدارة ضمان المعلومات (IAM)، ومهندسو ومعماريو أنظمة ضمان المعلومات (IASAE) لمتطلبات شهادة DoDD 8570 الخاصة بهم. 
في مايو 2020، قام المركز الوطني لمعلومات الاعتراف بالمملكة المتحدة (The UK National Recognition Information Centre) (UK NARIC: - الوكالة الوطنية البريطانية المخصصة للاعتراف بالمؤهلات والمهارات الدولية ومقارنتها، بالنيابة عن حكومة المملكة المتحدة) بتقييم مؤهل شهادة الـ CISSP ومنحه المستوى 7، نفس مستوى درجة الماجستير. مما سيسمح للمتخصصين في الأمن السيبراني من استخدام شهادة الـ CISSP للتعليم العالي، بالإضافة إلى فتح فرص جديدة للأدوار التي تتطلب أو تعترف بشهادات الماجستير.

## تاريخ الشهادة
في منتصف الثمانينيات، ازدادت الحاجة إلى برنامج اعتماد معياري يثبت الكفاءة بشكل محايد. وعليه وفي نوفمبر من عام 1988 قامت "جماعات المصالح الخاصة لأمن الكمبيوتر (the Special Interest Group for Computer Security SIG-CS)، وهي عضو في جمعية إدارة معالجة البيانات (DPMA)، بجمع العديد من المنظمات المهتمة بهذا المجال، وتم تشكيل الاتحاد الدولي لشهادات أمن نظم المعلومات أو "(ISC) ²" في منتصف عام 1989 كمنظمة غير ربحية.
بحلول عام 1990، تم تشكيل أول لجنة عمل لإنشاء مجموعة المعارف المشتركة (Common Body of Knowledge CBK)، وقد تم الانتهاء من النسخة الأولى بحلول عام 1992، وتم إطلاق اعتماد شهادة الـ CISSP بحلول عام 1994.
في عام 2003، تم اعتماد شهادة الـ CISSP كخط أساس لبرنامج ISSEP التابع لوكالة الأمن القومي الأمريكية. 

## موضوع الشهادة
تقسم المادة في منهج شهادة الـCISSP إلى مجموعة متنوعة من موضوعات أمن المعلومات والمشار إليها بالمجالات،  ويعتمد امتحان شهادة الـ CISSP على مجموعة المعارف المشتركة (Common Body of Knowledge CBK)، وهي مجموعة من الموضوعات ذات الصلة بمتخصصي أمن المعلومات في جميع أنحاء العالم، والتي تؤسس لقاعدة معارف مشتركة وإطار معرفي لمصطلحات ومبادئ أمن المعلومات، مما يسمح لمتخصصي أمن المعلومات في جميع أنحاء العالم بمناقشة المسائل المتعلقة بهذا المجال، بالإضافة إلى تبادل الآراء والحلول انطلاقاً من الفهم المشترك. " 
اعتبارًا من تاريخ 1 مايو 2021، سيكون هناك تحديث سيؤثر على أوزان المجالات، ولكن المجالات نفسها لن تتغير.
اعتبارًا من تاريخ 15 أبريل 2018، هناك ثمان مجالات تشملها شهادة الـ CISSP :
1. إدارة الأمن والمخاطر (Security and Risk Management)
2. أمن الأصول (Asset Security)
3. االهندسة والمعمارية الأمنية (Security Architecture and Engineering)
4. أمن الاتصالات والشبكات (Communication and Network Security)
5. إدارة الهوية والوصول (Identity and Access Management)
6. التقييم والاختبار الأمني (Security Assessment and Testing)
7. العمليات الأمنية (Security Operations)
8. أمن تطوير البرمجيات (Software Development Security)

منذ عام 2015 إلى أوائل عام 2018، تم تقسيم منهج شهادة الـ CISSP إلى ثمانية مجالات هي نفس المجالات التي في الأعلى. تم تغيير اسم مجال واحد وهو المجال الثالث من «الهندسية» وتوسيعه ليشمل المعمارية الأمنية، وأصبح اسمه «الهندسة والمعمارية الأمنية (Security Architecture and Engineering)» في مراجعة 2018.
قبل عام 2015، كانت شهادة الـ CISSP تغطي عشرة مجالات:
1. أمن العمليات (Operations security)
2. أمن الاتصالات والشبكات (Telecommunications and network security)
3. حوكمة وإدارة مخاطر أمن المعلومات (Information security governance and risk management)
4. أمن تطوير البرمجيات (Software development security)
5. التشفير (Cryptography)
6. تصميم وهندسة (معمارية) الأمن (Security architecture and design)
7. التحكم بالوصول (Access control)
8. التخطيط لاستمرارية الأعمال والتعافي من الكوارث (Business continuity and disaster recovery planning)
9. الامتثال للوائح والقوانين والتحقيقات (Legal, regulations, investigations and compliance)
10. الأمن المادي (البيئي) (Physical (environmental) security)

## المتطلبات
- امتلاك ما لا يقل عن خمس سنوات من الخبرة المباشرة في العمل بدوام كامل في اثنين أو أكثر من مجالات أمن المعلومات (ISC) ² حسب مجموعة المعارف المشتركة (CBK)، ويمكن استثناء عام واحد بحيث يصبح عدد سنوات الخبرة المطلوبة هو 4 سنوات عند الحصول على درجة جامعية مدتها أربع سنوات أو درجة الماجستير في أمن المعلومات، أو عند امتلاك واحدة من الشهادات الأخرى.[17] ويجوز للمرشح الذي لم يكمل خمس سنوات من الخبرة أن يحصل على لقب مشارك (ISC) ² من خلال اجتياز امتحان شهادة الـ CISSP ، صالحة لمدة أقصاها ست سنوات، حيث يتعين على المرشح أن يحصل على سنوات الخبرة المطلوبة خلال هذه السنوات الست، وتقديم نموذج المصادقة المطلوب للحصول على شهادة الـ CISSP، بحيث يتم تحويل الشهادة عند الانتهاء من متطلبات الخبرة المهنية من «مشارك» إلى "CISSP".[18]
- أن يشهد المشرح على صحة وصدق تأكيدات الخبرة المهنية، وقبول قواعد السلوك المهني (Code of Ethics) الخاصة بـشهادة الـ CISSP.[19]
- الإجابة على الأسئلة المتعلقة بالتاريخ الجنائي والخلفية ذات الصلة.[20]
- اجتياز اختبار شهادة الـ CISSP للاختيار من متعدد (ثلاث ساعات، حتى 150 سؤالًا، في الاختبار التكيفي) مع الحصول على مجموع نقاط 700 أو أكثر من 1000، مع وجوب النجاح في جميع المجالات الثمانية.[20]
- الحصول على اعتماد المؤهلات قبل أحد حاملي شهادة (ISC) في وضع جيد.[21]

## عدد الأعضاء
عدد الأعضاء الذين يحملون شهادة الـ CISSP حتى تاريخ 1 يوليو 2021 هو 149,174.
| البلد (أعلى 12)            | عدد    |
| -------------------------- | ------ |
| الولايات المتحدة الأمريكية | 92,938 |
| المملكة المتحدة            | 7928   |
| كندا                       | 6224   |
| الصين                      | 3,322  |
| اليابان                    | 2911   |
| أستراليا                   | 2,904  |
| هولندا                     | 2866   |
| الهند                      | 2747   |
| ألمانيا                    | 2,607  |
| سنغافورة                   | 2,481  |
| جمهورية كوريا              | 2,378  |
| هونج كونج                  | 1,908  |

## الشهادات التي يمكن الحصول عليها بعد شهادة الـ CISSP
يمكن لحاملي شهادة الـCISSP الحصول على شهادات تخصصية إضافية. هناك ثلاث شهادات:
- محترف هندسة (معمارية) أمن نظم المعلومات (Information Systems Security Architecture Professional: CISSP-ISSAP)، شهادة متقدمة لأمن المعلومات صادرة عن (ISC) ² تركز على الجوانب المعمارية لأمن المعلومات. يتكون امتحان الشهادة من 125 سؤالاً تغطي ست مجالات:

1. هندسة (معمارية) إدارة الهوية والوصول (Identity and Access Management Architecture)
2. هندسة (معمارية) العمليات الأمنية (Security Operations Architecture)
3. أمن البنية التحتية (Infrastructure Security)
4. مهندس (معماري) الحوكمة وإدارة المخاطر والامتثال (Architect for Governance, Compliance, and Risk Management)
5. نمذجة هندسة (معمارية) الأمن (Security Architecture Modeling)
6. مهندس (معماري) أمن التطبيقات (Architect for Application Security)

حتى تاريخ 1 يوليو 2020، هناك 2,061 عضوًا (ISC) ² يحملون شهادة الـ CISSP-ISSAP في جميع أنحاء العالم.
- محترف هندسة أمن نظم المعلومات (Information Systems Security Engineering Professional: CISSP-ISSEP) ، شهادة متقدمة لأمن المعلومات صادرة عن (ISC) ² تركز على الجوانب الهندسية لأمن المعلومات عبر دورة حياة تطوير الأنظمة.[25] في أكتوبر 2014، تم الإعلان عن أن بعض مناهج هذه الشهادة سيتم إتاحتها للجمهور من قبل وزارة الأمن الداخلي بالولايات المتحدة من خلال [./Https://en.wikipedia.org/wiki/National%20Initiative%20for%20Cybersecurity%20Education المبادرة الوطنية لبرنامج دراسات ووظائف الأمن السيبراني].[26] كما وصنفت كل من ZDNet و Network World شهادة الـ ISSEP كأحد الشهادات الأكثر قيمة في مجال التكنولوجيا.[27][28] يتكون اختبار الشهادة من 125 سؤالاً تغطي 5 مجالات:

1. مبادئ هندسة الأمن (Security Engineering Principles)
2. إدارة المخاطر (Risk Management)
3. تخطيط وتصميم وتنفيذ الأمن (Security Planning, Design, and Implementation)
4. العمليات والصيانة والتخلص بشكل آمن (Secure Operations, Maintenance, and Disposal)
5. الإدارة الفنية الهندسية الآمنة (Secure Engineering Technical Management)

حتى تاريخ 1 يوليو 2020، هناك 1,180 عضوًا (ISC) ² يحملون شهادة الـ CISSP-ISSEP في جميع أنحاء العالم.
- محترف إدارة أمن نظم المعلومات (Information Systems Security Management Professional: CISSP-ISSMP) ، شهادة متقدمة لأمن المعلومات صادرة عن (ISC) ² [29] تركز على جوانب إدارة أمن المعلومات.[25] في سبتمبر 2014، صنفت Computerworld شهادة الـ ISSMP كواحدة من أفضل عشر شهادات قيمة في جميع مجالات التكنولوجيا.[30] يتكون اختبار الشهادة من 125 سؤالاً تغطي 6 مجالات:

1. القيادة وإدارة الأعمال (Leadership and Business Management)
2. إدارة دورة حياة الأنظمة (Systems Lifecycle Management)
3. إدارة المخاطر (Risk Management)
4. استخبارات التهديدات (الإلكترونية أو السيبرانية) وإدارة الحوادث (Threat Intelligence and Incident Management)
5. إدارة الطوارئ (Contingency Management)
6. إدارة الامتثال للقانون والأخلاق والأمن (Law, Ethics, and Security Compliance Management)

حتى تاريخ 1 يوليو 2020، هناك 1,240 (ISC) ² عضوًا يحمل شهادة الـ CISSP-ISSMP في جميع أنحاء العالم.

## الرسوم واستمرارية الشهادة
تبلغ تكلفة الاختبار الأساسي 749 دولارًا أمريكيًا - حتى عام 2019. عند الانتهاء من الاختبار وللحصول على الشهادة، يتعين على المتقدم إكمال عملية المصادقة لإثبات خبرة لا تقل عن خمس سنوات في مزيج من مجالات الشهادة، كما ويمكن المطالبة بإعفاء عام واحد (فيكون متطلب الخبرة هو 4 سنوات) عند حصول المتقدم على مؤهل أكاديمي ذو صلة بمجالات الشهادة. الخطوة الأخيرة هي دفع رسوم الصيانة السنوي.
اعتماد شهادة الـCISSP صالحة لمدة ثلاث سنوات، يجدد حاملو الشهادة إما عن طريق تقديم 40 نقطة للتعليم المهني المستمر (CPE) سنويًا على مدار ثلاث سنوات، أو إعادة إجراء الاختبار.
يتم الحصول على اعتمادات نقاط التعليم المهني المستمر (CPE) من خلال إتمام تعليم مهني ذي الصلة.

## القيمة
في عام 2005، استطلعت مجلة (Certification Magazine) 35,167 متخصصًا في تكنولوجيا المعلومات في 170 دولة حول التعويضات ووجدت أن حاملي شهادة الـ CISSP قد تقدموا بقائمة الشهادات المصنفة حسب الراتب، كما وصنف استطلاع الراتب الذي أجرته مجلة Certification Magazine عام 2006 أوراق اعتماد شهادة الـ CISSP بدرجة عالية، وصنف شهادات تركيز الـ CISSP كأفضل أوراق اعتماد مدفوعة الأجر في مجال تكنولوجيا المعلومات.
في عام 2008، توصلت دراسة أخرى إلى نتيجة مفادها أن محترفي تكنولوجيا المعلومات الحاصلين على شهادة الـ CISSP (أو شهادات أمنية رئيسية أخرى) وخبرة 5 سنوات على الأقل يميلون إلى الحصول على رواتب في جميع أنحاء الولايات المتحدة، حوالي 26٪ أعلى من محترفي تكنولوجيا المعلومات بمستويات خبرة مماثلة ولكن ليس لديهم مثل هذه الشهادات،  مع ملاحظة أن أي علاقة سبب ونتيجة فعلية بين الشهادة والرواتب تظل غير مثبتة.[بحاجة لمصدر]
حتى عام 2017، استطلعت دراسة أجراها موقع CyberSecurityDegrees.com حوالي 10,000 من قوائم وظائف الأمن السيبراني الحالية والتاريخية التي تفضل المرشحين الحاصلين على شهادات الـ CISSP. وجدت CyberSecurityDegrees أن هذه الوظائف الشاغرة توفر راتبًا متوسطًا يزيد عن متوسط راتب الأمن السيبراني. 
يشهد ANSI أن شهادة الـ CISSP تفي بمتطلبات ANSI / ISO / IEC Standard 17024، وهو برنامج اعتماد شهادات الموظفين.

## روابط خارجية
- الموقع الرسمي